# Escudo del Atlántico (Colombia)
El escudo del Atlántico es uno de los símbolos oficiales del departamento colombiano del Atlántico.

## Diseño y significado de los elementos
El campo del escudo es de  forma española, en cuyo interior se encuentra un río corriente donde navegan buques de tráfico interior bajo la protección de una batería, junto al asta de una bandera en la que está enarbolado un pabellón, y orlado con el mote “Premio al patriotismo”. El escudo fue adoptado en 1913 a raíz del centenario de la adjudicación de emblemas por parte del gobierno del Estado Libre de Cartagena a la ciudad de Barranquilla por su participación en la liberación de la ciudad.
Entre los elementos que se pueden destacar, se encuentra a la derecha una torre del homenaje en representación de la fortaleza con la cual se defendió el territorio, sobre esta un asta que carga sobre ella el pabellón nacional de aquel entonces. Junto a la torre está una batería en señal de protección, y a la izquierda dos palmeras cocoteras que simbolizan la unión de las provincias de Sabanalarga y Barranquilla que se unieron en 1905 para formar el departamento del Atlántico. A los pies de estas se encuentran 23 cayenas en representación de los municipios del actual departamento, así como un yelmo y una bandera en signo de la rendición española.
En el fondo del escudo se aprecia un río corriente sobre los cuales navegan un velero y un champán como muestra de los puertos fluviales que existían en el departamento. Como adorno externo al escudo se encuentra una cinta de color blanco en la cual se encuentra inscrito el lema “Premio del Patriotismo” en letras de oro; a ambos lados, la cinta remata con los colores blanco, rojo, blanco de la bandera del Atlántico.